# Rookhope
Rookhope är en by i civil parish Stanhope, i kommunen Durham i grevskapet Durham i England. Byn är belägen 6 km från Stanhope. Orten har 267 invånare (2001).